# فلورانس فاستر جنکینز (فیلم)
فلورنس فاستر جنکینس (انگلیسی: Florence Foster Jenkins) فیلمی در ژانر زندگینامه‌ای و کمدی-درام به کارگردانی استیون فریرز است که در سال ۲۰۱۶ منتشر شد. از بازیگران آن می‌توان به مریل استریپ، هیو گرانت، سایمون هلبرگ، پائولا دیونیزوتی و ربکا فرگوسن اشاره کرد.
فیلم‌برداری در مهٔ ۲۰۱۵ آغاز شد و نخستین نمایش آن در لندن در تاریخ ۱۲ آوریل ۲۰۱۶ برگزار شد. این فیلم در ۶ مهٔ ۲۰۱۶ در بریتانیا، ۱۳ ژوئیه در فرانسه و ۱۲ اوت در ایالات متحده اکران شد. در هشتاد و نهمین دوره جوایز اسکار، این فیلم نامزد بهترین بازیگر زن برای استریپ شد، که بیستمین نامزدی او برای اسکار به‌شمار می‌رفت، و همچنین برای بهترین طراحی لباس. این فیلم همچنین چهار نامزدی در هفتاد و چهارمین دوره جوایز گلدن گلوب دریافت کرد، از جمله بهترین فیلم موزیکال یا کمدی.

## داستان
در سال ۱۹۴۴، فلورنس فاستر جنکینز، وارثی اشرافی و از اهالی نیویورک است که باشگاه وردی را برای گرامی‌داشت علاقه‌اش به موسیقی بنیان نهاده است. سنت کلر بیفیلد، بازیگر بریتانیایی آثار شکسپیر، مدیر برنامه‌ها و همراه دیرینهٔ اوست. فلورنس در سوئیتی مجلل در هتل زندگی می‌کند، در حالی‌که بیفیلد در آپارتمانی همراه با معشوقه‌اش، کاتلین ودرلی، سکونت دارد. فلورنس به سیفلیس مزمن مبتلاست که از همسر نخستش، فرانک جنکینز، به آن دچار شده است.
فلورنس پس از تماشای اجرای لیلی پونز همراه با بیفیلد، تصمیم می‌گیرد دوباره آموزش آواز را از سر بگیرد. او پیانیستی به نام کازمه مک‌مون را استخدام می‌کند؛ مک‌مون از آواز وحشتناک او شگفت‌زده می‌شود، اما بیفیلد و مربی آواز، کارلو ادواردز (رهبر کمک در اپرای متروپولیتن) تظاهر می‌کنند که آوازش عالی است. بیفیلد به مک‌مون هشدار می‌دهد که در صورت انتقاد از فلورنس، پیامدهای وخیمی در انتظارش خواهد بود.
بیفیلد یک اجرای خصوصی کوچک ترتیب می‌دهد و حضار را با دقت انتخاب می‌کند. اعضای وفادار باشگاه وردی با احترام تماشا می‌کنند، اما دیگران به‌سختی جلوی خنده‌شان را می‌گیرند. فلورنس با تشویق نقدهای مثبتی که دریافت کرده، تصمیم می‌گیرد در ملوتون قطعه‌ای ضبط کند تا به‌عنوان هدیهٔ کریسمس به اعضای باشگاه وردی بدهد. او نسخه‌ای به مک‌مون می‌دهد و به او یادآوری می‌کند که بیفیلد بازیگری ناموفق بود و او همیشه نقدهای منفی را از دید او پنهان می‌کرد. همچنین برای مک‌مون تعریف می‌کند که در کودکی برای رئیس‌جمهور پیانو نواخته و معلم موسیقی نیز بوده است. مک‌مون درمی‌یابد که فلورنس آن‌قدرها هم از موسیقی بی‌خبر نیست که گمان می‌کرد.
فلورنس و مک‌مون با هم ترانه‌هایی تازه می‌نویسند و اجرا می‌کنند. یکی از این ترانه‌ها از رادیو پخش می‌شود، که باعث وحشت بیفیلد و کاتلین می‌شود، هرچند بسیاری از شنوندگان آن را بامزه می‌یابند و از آن لذت می‌برند. فلورنس به بیفیلد می‌گوید که کارنگی هال را برای اجرا رزرو کرده و می‌خواهد هزار بلیت رایگان در اختیار سربازان قرار دهد. بیفیلد نمی‌تواند او را منصرف کند. او در بار با گروهی که به آهنگ فلورنس و مک‌مون می‌خندند درگیر می‌شود. کاتلین، که از بی‌توجهی رنجیده، او را ترک می‌کند.
مک‌مون به بیفیلد اعتماد می‌کند و می‌گوید که نگران است این اجرای عمومی باعث تحقیر او شود و حرفه‌اش را نابود کند. بیفیلد پاسخ می‌دهد که برای حمایت از همسرش بازیگری را کنار گذاشته و از مک‌مون می‌خواهد برای دوستش همین کار را بکند. مک‌مون با بی‌میلی می‌پذیرد که فلورنس را همراهی کند، هرچند انتظار دارد که در کارنگی هال شکست سنگینی بخورد.
کنسرت با حضور چهره‌هایی چون کول پورتر و تالولا بنک‌هد، پرشور برگزار می‌شود. مک‌مون دیر می‌رسد که باعث نگرانی فلورنس می‌شود، اما بیفیلد و مک‌مون او را به رفتن روی صحنه تشویق می‌کنند—فلورنس نیز پشت صحنه، مک‌مون را در وصیت‌نامه‌اش می‌نویسد و سپس هر دو روی صحنه می‌روند. وقتی فلورنس شروع به خواندن می‌کند، سربازان به خنده می‌افتند و فریاد می‌زنند. اما هواداران و دوستانش آن‌ها را سرزنش می‌کنند و برای ادامهٔ آواز، تشویقش می‌کنند. فلورنس اجرای خود را ادامه می‌دهد. با این حال، ارل ویلسون، ستون‌نویس روزنامهٔ نیویورک پست به بیفیلد می‌گوید که نقدی مخرب خواهد نوشت و رشوهٔ او را نمی‌پذیرد.
بیفیلد با کمک مک‌مون همهٔ نسخه‌های نیویورک پست را از اطراف می‌خرد و دور می‌ریزد. با وجود این تلاش‌ها، فلورنس از وجود آن نقد باخبر می‌شود، نسخه‌ای را از سطل زباله بیرون می‌آورد، و آن‌قدر ناراحت می‌شود که بیهوش شده و به شدت بیمار می‌گردد. هنگامی‌که در بستر مرگ افتاده، فلورنس خود را در حال خواندن اپرایی زیبا تصور می‌کند، و همراه با مک‌مون و بیفیلد به احترام حضار تعظیم می‌کند. او به بیفیلد می‌گوید که شاید مردم بگویند نمی‌توانست آواز بخواند، اما هیچ‌کس نمی‌تواند بگوید که نخوانده است—و سپس در آرامش در می‌گذرد.